# Vụ Bổn
Vụ Bổn là một xã thuộc tỉnh Đắk Lắk, Việt Nam.
Xã có diện tích 109,44 km², dân số năm 1999 là 11913 người, mật độ dân số đạt 109 người/km².